# Earl Carroll Vanities
Earl Carroll Vanities é um filme norte-americano de 1945, do gênero musical, dirigido por Joseph Santley e estrelado por Dennis O'Keefe e Constance Moore.

## Produção

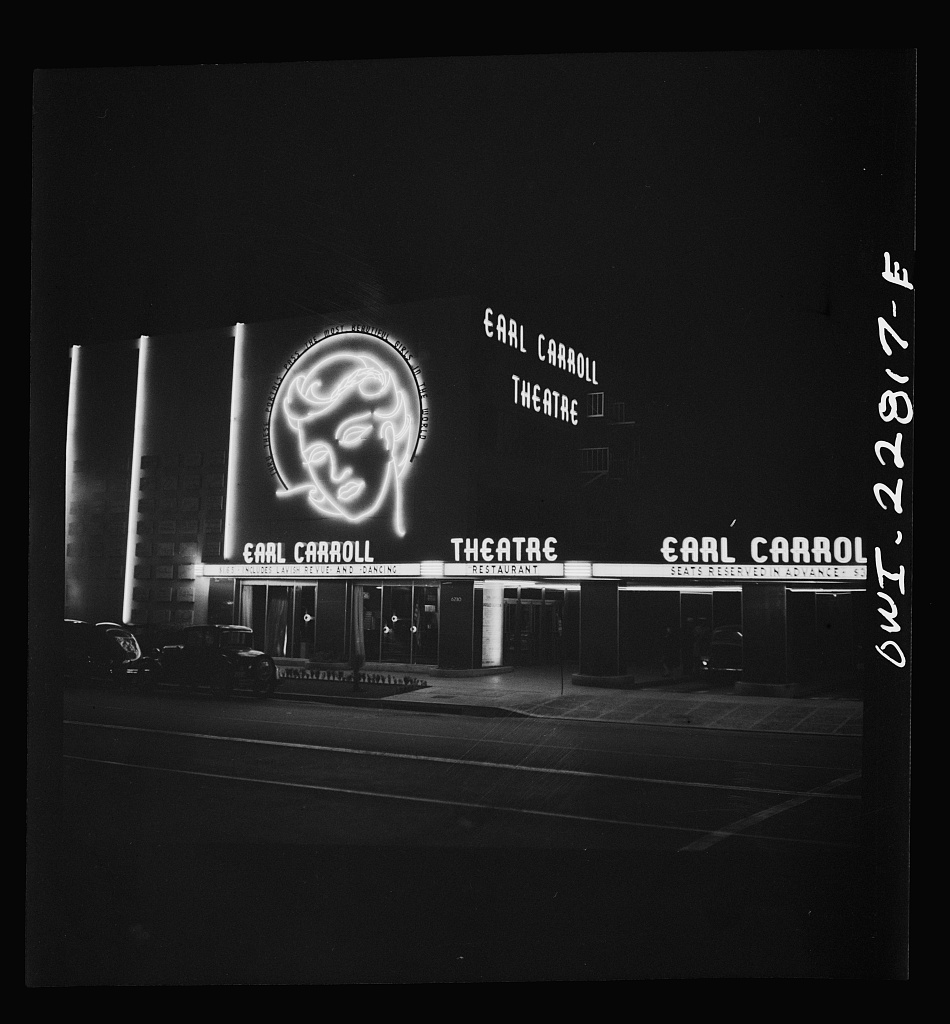
Earl Carroll Theatre, em foto de 1942. Localizado em Los Angeles, Califórnia, este foi o segundo teatro construído pelo produtor (1938). O outro, em Nova Iorque, foi erguido em 1922, demolido e, em seguida, reconstruído em 1931.

Earl Carroll foi um produtor da Broadway muito popular na primeira metade do século XX. Um de seus luxuosos shows anuais,Vanities, deu margem a três filmes:  Murder at the Vanities (1934), A Night at Earl Carroll's (1940) e este Earl Carroll Vanities.
Earl Carroll Vanities foi produzido pela Republic Pictures, o que implica orçamento modesto e elenco inexpressivo, malgrado a presença de Eve Arden. Ainda assim, o filme recebeu uma indicação ao Oscar da Academia de Artes e Ciências Cinematográficas, para a canção Endlessly.
Endlessly foi composta por Walter Kent e Kim Gannon. A dupla é responsável por outras quatro canções, entre elas The Last Man in Town e I've Been Good for So Long. Kent também escreveu Who Dat Up There? em parceria com Bob Russell. Apple Honey, de Woody Herman e Ralph Burns e Riverside Jive, de Albert M. Newman completam o número de composições apresentadas na película.

## Sinopse
A princesa europeia Drina chega a Nova Iorque atrás de um empréstimo para livrar seu país da bancarrota. Após algumas idas e vindas, ela se torna a sensação de um nightclub e chama a atenção de Earl Carroll, que está, coincidentemente, à procura de uma nova estrela para seu espetáculo.

## Principais premiações
| Prêmio | Categoria              | Situação |
| ------ | ---------------------- | -------- |
| Oscar  | Melhor Canção Original | Indicado |

## Elenco
| Ator/Atriz         | Personagem            |
| ------------------ | --------------------- |
| Dennis O'Keefe     | Danny Baldwin         |
| Constance Moore    | Princesa Drina        |
| Eve Arden          | 'Tex' Donnelly        |
| Otto Kruger        | Earl Carroll          |
| Alan Mowbray       | Grão-duque Paul       |
| Stephanie Bachelor | Claire Elliott        |
| Pinky Lee          | Pinky Price           |
| Leon Belasco       | Barão Dashek          |
| Beverly Lloyd      | Vendedora de cigarros |
| Mary Forbes        | Rainha Mãe Elena      |
| Tom Dugan          | Garçom                |
| Chester Clute      | Weems                 |
| Tom London         | Porteiro              |

## Literatura
- MALTIN, Leonard, Classic Movie Guide, segunda edição, Nova Iorque: Plume, 2010 (em inglês)
- MARTIN, Len D., The Republic Pictures Checklist, primeira reimpressão, Jefferson: McFarland & Company, 2006 (em inglês)